# Peperomia berteroana
Peperomia berteroana är en pepparväxtart. Peperomia berteroana ingår i släktet peperomior, och familjen pepparväxter.

## Underarter
Arten delas in i följande underarter:
- P. b. berteroana
- P. b. tristanensis